# 熊大闰
熊大闰（1938年9月16日—），中国天文学家。

## 生平
生于江西吉安，籍贯江西南昌。1962年毕业于北京大学地球物理系。1991年当选为中国科学院学部委员(院士)。中国科学院紫金山天文台研究员，国家“攀登计划”项目“天体剧烈活动的多波段观测和研究”首席科学家。